# Nir Am
Nir Am (in ebraico ניר עם‎?) è un kibbutz israeliano situato nel Distretto Meridionale.

## Geografia
Nir Am è situata a 2 km ad ovest della cittadina di Sderot, nel Negev, a breve distanza dal confine con la Striscia di Gaza.

## Storia

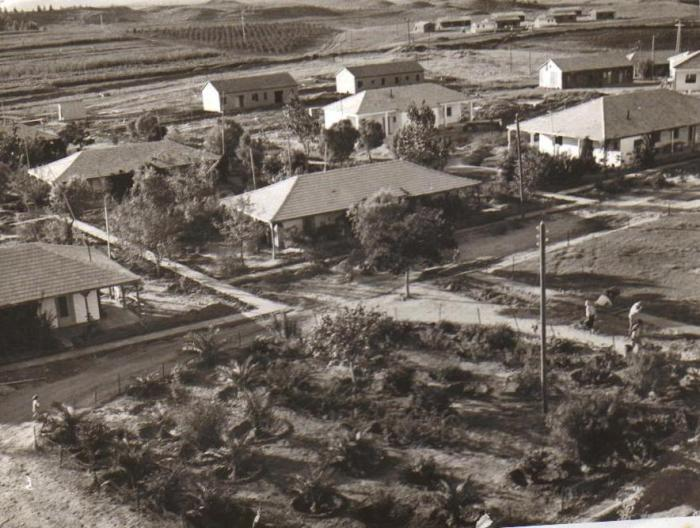
Nir Am nel 1950.

Il kibbutz fu fondato il 19 agosto 1943 da immigrati provenienti dalla Bessarabia, membri del movimento giovanile Gordonia, tra i quali figurava cui Zvi Guershoni, in seguito membro della Knesset. Nel corso degli anni nel villaggio si sono insediati anche immigrati provenienti dall'Argentina, dalla Francia e dal Sudafrica. Durante la guerra arabo-israeliana del 1948 fu il quartier generale della Brigata Negev.
Nel corso degli attacchi di Hamas del 7 ottobre 2023, al contrario di quanto avvenuto nella comunità vicine, Nir Am si è salvata grazie alla pronta reazione del proprio servizio di autodifesa. Nel corso dell'assalto sarebbero stati uccisi 25 miliziani palestinesi.